# Rödhuvad trogon
Rödhuvad trogon (Harpactes erythrocephalus) är en fågel i familjen trogoner inom ordningen trogonfåglar.

## Utseende
Rödhuvad trogon är en 35 cm lång huvudsakligen röd och brun fågel med en lång och tvärt avskuren stjärt. Den är lysande karmosinröd på huvud och hals medan undersidan är mer skär och hakan vit. Vingarna är tätt vitbandade och resten av ovansidan är brun. Stjärten är brett kantad i svart med smalt vitt längst ut på sidorna.

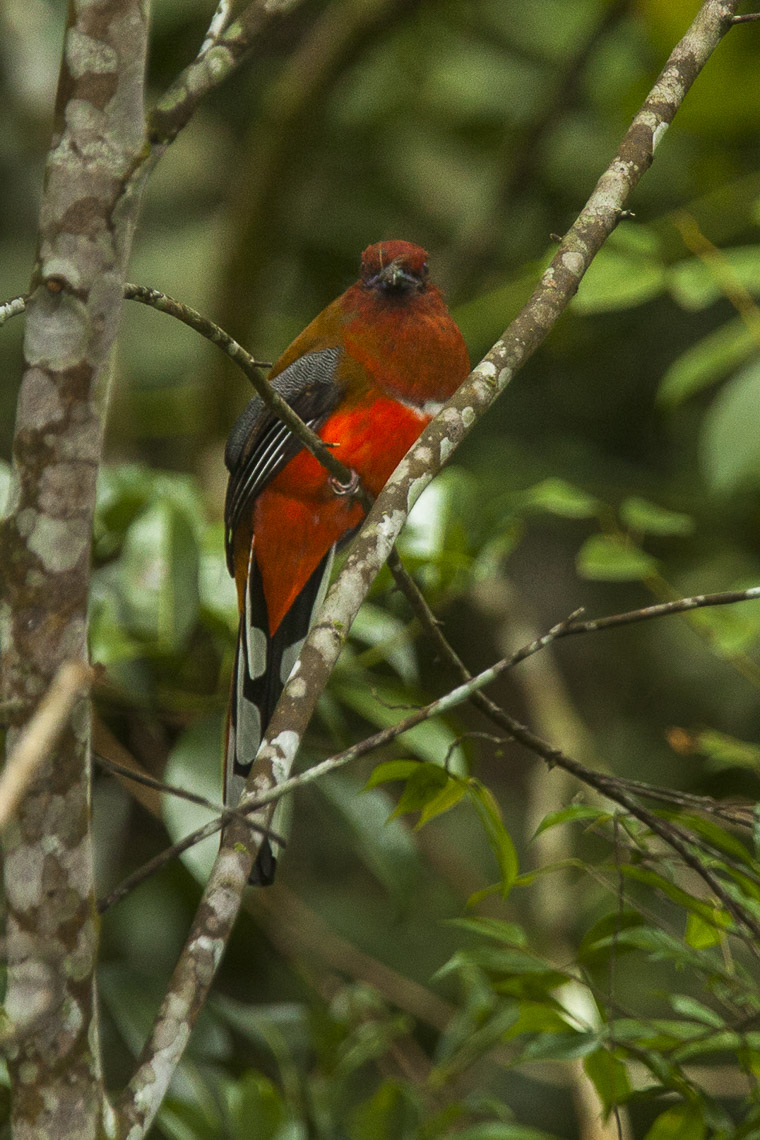

## Läte
Sången besår av fem eller fler väl skilda, nedåtböjda och mjuka toner, likt en gylling.

## Utbredning och systematik
Rödhuvad trogon delas in i nio underarter med följande utbredning:
- Harpactes erythrocephalus erythrocephalus – Himalaya från norra Indien (Uttarakhand) och Nepal nordöstra Indien till sydvästra Burma och västra Thailand
- Harpactes erythrocephalus helenae – södra Kina (västra Yunnan) och norra Burma
- Harpactes erythrocephalus yamakanensis – sydöstra Kina (Sichuan, Fujian och norra Guangdong)
- Harpactes erythrocephalus intermedius – norra Laos, norra Vietnam och södra Kina (Yunnan)
- Harpactes erythrocephalus annamensis – östra Thailand, södra Laos och Vietnam
- Harpactes erythrocephalus klossi – Cardamom Mountains (västra Kambodja och sydvästligaste Thailand)
- Harpactes erythrocephalus chaseni – Malackahalvön
- Harpactes erythrocephalus hainanus – Hainan (södra Kina)
- Harpactes erythrocephalus flagrans – bergen på Sumatra

## Status och hot
Arten har ett stort utbredningsområde och en stor population, men tros minska i antal, dock inte tillräckligt kraftigt för att den ska betraktas som hotad. Internationella naturvårdsunionen IUCN kategoriserar därför arten som livskraftig (LC).